# Damernas spelartrupper i ishockey vid olympiska vinterspelen 2010
Spelartrupperna som kommer att delta i de olympiska vinterspelen 2010 presenteras på denna sida. Totalt 8 nationer kommer att vara med i damernas turnering.
Nationerna sorteras i bokstavsordning.

## Finland
| Position | Namn                | Längd | Vikt | Födelsedag       | Födelseort            | Klubblag (2009–10)        |
| -------- | ------------------- | ----- | ---- | ---------------- | --------------------- | ------------------------- |
| G        | Mira Kuisma         | 168   | 65   | 6 maj 1987       | Kuopio                | Oulun Kärpät              |
| G        | Noora Räty          | 164   | 68   | 29 maj 1989      | Esbo                  | Minnesota Golden Gophers  |
| G        | Anna Vanhatalo      | 175   | 65   | 29 februari 1984 | Helsingfors           | Espoo Blues               |
| D        | Jenni Hiirikoski    | 161   | 60   | 30 mars 1987     | Lembois               | Ilves Tampere             |
| D        | Emma Laaksonen      | 159   | 59   | 17 december 1981 | Washington, D.C., USA | Espoo Blues               |
| D        | Rosa Lindstedt      | 186   | 78   | 24 januari 1988  | Ylöjärvi              | Ilves Tampere             |
| D        | Terhi Mertanen      | 166   | 68   | 4 april 1981     | Joensuu               | Espoo Blues               |
| D        | Heidi Pelltari      | 166   | 69   | 2 augusti 1985   | Tammerfors            | Ilves Tampere             |
| D        | Mariia Posa         | 164   | 58   | 21 februari 1988 | Hyvinge               | Minnesota-Duluth Bulldogs |
| D        | Saija Sirviö        | 172   | 62   | 29 december 1982 | Uleåborg              | Oulun Kärpät              |
| F        | Anne Helin          | 170   | 68   | 28 januari 1987  | Helsingfors           | Oulun Kärpät              |
| F        | Venla Hovi          | 169   | 62   | 28 oktober 1987  | Tammerfors            | Ilves Tampere             |
| F        | Michelle Karvinen   | 166   | 70   | 27 mars 1990     | Rødovre, Danmark      | Rødovre                   |
| F        | Annina Rajahuhta    | 164   | 62   | 8 mars 1989      | Helsingfors           | Ilves Tampere             |
| F        | Karoliina Rantamäki | 163   | 65   | 23 februari 1978 | Esbo                  | SKIF                      |
| F        | Mari Saarinen       | 172   | 67   | 30 juli 1981     | Kangasala             | Ilves Tampere             |
| F        | Nina Tikkinen       | 170   | 67   | 6 februari 1987  | Salo                  | Minnesota State Mavericks |
| F        | Minnamari Tuominen  | 165   | 67   | 26 juni 1990     | Helsingfors           | Ohio State Buckeyes       |
| F        | Sara Tuominen       | 169   | 65   | 1 januari 1986   | Ylöjärvi              | Minnesota-Duluth Bulldogs |
| F        | Marjo Voutilainen   | 168   | 70   | 22 mars 1981     | Kuopio                | Espoo Blues               |
| F        | Linda Välimäki      | 165   | 62   | 31 maj 1990      | Ylöjärvi              | Ilves Tampere             |

G - Målvakt; D - Back; F - Forward

## Kanada
| Position | Namn                  | Längd | Vikt | Födelsedag        | Födelseort                 | Klubblag (2009–10)             |
| -------- | --------------------- | ----- | ---- | ----------------- | -------------------------- | ------------------------------ |
| G        | Charline Labonté      | 175   | 78   | 15 oktober 1982   | Boisbriand, Québec         | McGill University              |
| G        | Kim St-Pierre         | 175   | 70   | 14 december 1978  | Châteauguay, Québec        | Stars de Montréal              |
| G        | Shannon Szabados      | 172   | 66   | 6 augusti 1986    | Edmonton, Alberta          | Grant MacEwan University       |
| D        | Tessa Bonhomme        | 170   | 63   | 23 juli 1985      | Sudbury, Ontario           | Calgary Oval X-Treme           |
| D        | Carla MacLeod         | 162   | 60   | 16 juni 1982      | Spruce Grove, Alberta      | Calgary Oval X-Treme           |
| D        | Becky Kellar          | 170   | 70   | 1 januari 1975    | Hagersville, Ontario       | Burlington Barracudas          |
| D        | Colleen Sostorics     | 162   | 78   | 17 december 1979  | Kennedy, Saskatchewan      | Calgary Oval X-Treme           |
| D        | Meaghan Mikkelson     | 175   | 74   | 4 januari 1985    | Regina, Saskatchewan       | Edmonton Chimos                |
| D        | Catherine Ward        | 167   | 61   | 27 februari 1987  | Montréal, Québec           | McGill University              |
| F        | Meghan Agosta         | 167   | 66   | 12 februari 1987  | Ruthven, Ontario           | Mercyhurst College             |
| F        | Gillian Apps          | 182   | 78   | 2 november 1983   | Toronto, Ontario           | Brampton Thunder               |
| F        | Jennifer Botterill    | 175   | 69   | 1 maj 1979        | Winnipeg, Manitoba         | Mississauga Chiefs             |
| F        | Jayna Hefford         | 165   | 63   | 14 maj 1977       | Kingston, Ontario          | Brampton Thunder               |
| F        | Haley Irwin           | 170   | 74   | 6 juni 1988       | Thunder Bay, Ontario       | University of Minnesota Duluth |
| F        | Rebecca Johnston      | 170   | 61   | 24 september 1989 | Sudbury, Ontario           | Cornell University             |
| F        | Gina Kingsbury        | 172   | 62   | 26 november 1981  | Uranium City, Saskatchewan | Calgary Oval X-Treme           |
| F        | Caroline Ouellette    | 180   | 78   | 25 maj 1979       | Montréal, Québec           | Stars de Montréal              |
| F        | Cherie Piper          | 167   | 75   | 29 juni 1981      | Toronto, Ontario           | Calgary Oval X-Treme           |
| F        | Marie-Philippe Poulin | 167   | 73   | 28 mars 1991      | Beauceville, Québec        | Dawson College                 |
| F        | Sarah Vaillancourt    | 167   | 63   | 8 maj 1985        | Sherbrooke, Québec         | Harvard University             |
| F        | Hayley Wickenheiser   | 177   | 77   | 12 augusti 1978   | Shaunavon, Saskatchewan    | Eskilstuna Linden              |

G - Målvakt; D - Back; F - Forward

## Kina
| Position | Namn           | Längd | Vikt | Födelsedag        | Födelseort | Klubblag (2009–10) |
| -------- | -------------- | ----- | ---- | ----------------- | ---------- | ------------------ |
| G        | Han Danni      | 165   | 58   | 9 januari 1991    | Harbin     | Qiqihar            |
| G        | Jia Dandan     | 163   | 55   | 5 maj 1982        | Harbin     | Harbin             |
| G        | Shi Yao        | 178   | 70   | 13 januari 1987   | Harbin     | Harbin             |
| D        | Jiang Na       | 174   | 75   | 18 oktober 1988   | Harbin     | Harbin             |
| D        | Liu Zhixin     | 174   | 68   | 25 april 1993     | Qiqihar    | Qiqihar            |
| D        | Lou Yue        | 160   | 60   | 22 april 1987     | Harbin     | Harbin             |
| D        | Qi Xueting     | 158   | 58   | 7 november 1986   | Harbin     | Harbin             |
| D        | Tan Anqi       | 175   | 67   | 10 juni 1986      | Harbin     | Harbin             |
| D        | Wang Nan       | 164   | 67   | 22 april 1988     | Harbin     | Harbin             |
| D        | Yu Baiwei      | 166   | 68   | 17 juli 1988      | Harbin     | Harbin             |
| D        | Zhang Shuang   | 162   | 58   | 7 mars 1987       | Harbin     | Harbin             |
| F        | Cui Shanshan   | 177   | 67   | 8 maj 1987        | Harbin     | Harbin             |
| F        | Gao Fujin      | 162   | 65   | 15 juli 1984      | Harbin     | Harbin             |
| F        | Huang Haijing  | 172   | 72   | 3 juli 1988       | Harbin     | Harbin             |
| F        | Huo Cui        | 160   | 54   | 13 september 1988 | Harbin     | Harbin             |
| F        | Jin Fengling   | 166   | 56   | 20 november 1982  | Harbin     | Harbin             |
| F        | Ma Rui         | 172   | 69   | 29 mars 1989      | Harbin     | Harbin             |
| F        | Su Ziwei       | 162   | 65   | 9 december 1984   | Harbin     | Harbin             |
| F        | Sun Rui        | 169   | 60   | 14 maj 1982       | Harbin     | Harbin             |
| F        | Tang Liang     | 163   | 54   | 26 augusti 1985   | Harbin     | Harbin             |
| F        | Wang Linuo     | 160   | 57   | 28 augusti 1979   | Harbin     | Harbin             |
| F        | Zhang Ben      | 170   | 61   | 22 juli 1985      | Harbin     | Harbin             |
| F        | Zhang Mengying | 166   | 55   | 22 december 1993  | Qiqihar    | Qiqihar            |

G - Målvakt; D - Back; F - Forward

## Ryssland
| Position | Namn                   | Längd | Vikt | Födelsedag        | Födelseort      | Klubblag (2009–10)            |
| -------- | ---------------------- | ----- | ---- | ----------------- | --------------- | ----------------------------- |
| G        | Irina Gasjennikova     | 162   | 70   | 11 maj 1975       |                 | Tornado Dmitrov               |
| G        | Marija Onolbayeva      | 177   | 80   | 25 december 1978  | Murmansk        | Fakel Chelyabinsk             |
| G        | Anna Prugova           | 174   | 56   | 20 november 1993  | Chabarovsk      | Tornado Dmitrov               |
| D        | Inna Dyubanok          | 170   | 70   | 20 februari 1990  | Moskva oblast   | Tornado Dmitrov               |
| D        | Aleksandra Kapustina   | 166   | 74   | 25 december 1978  | Polevskoj       | SKIF Nizjnij Novgorod         |
| D        | Alena Chomitj          | 168   | 55   | 26 februari 1981  | Pervouralsk     | SKIF Nizjnij Novgorod         |
| D        | Olga Permyakova        | 171   | 64   | 12 april 1982     | Tjeljabinsk     | Tornado Dmitrov               |
| D        | Kristina Petrovskaya   | 170   | 62   | 3 juni 1980       | Moskva          | Tornado Dmitrov               |
| D        | Anna Sjtjukina         | 171   | 76   | 5 november 1987   |                 | SKIF Nizjnij Novgorod         |
| D        | Svetlana Tkatjeva      | 168   | 72   | 3 november 1984   | Moskva          | SKIF Nizjnij Novgorod         |
| F        | Jekaterina Ananina     | 172   | 62   | 13 juni 1991      | Jekaterinburg   | Spartak-Merkury Jekaterinburg |
| F        | Tatiana Burina         | 163   | 70   | 20 mars 1980      | Novosibirsk     | Tornado Dmitrov               |
| F        | Julia Deulina          | 173   | 62   | 14 april 1984     | Krasnogorsk     | SKIF Nizjnij Novgorod         |
| F        | Iya Gavrilova          | 173   | 61   | 3 september 1987  | Krasnojarsk     | Tornado Dmitrov               |
| F        | Ekaterina Lebedeva     | 165   | 75   | 14 september 1989 | Sverdlovsk      | Dinamo Yekaterinburg          |
| F        | Marina Sergina         | 168   | 68   | 2 mars 1986       | Poljarnije Zori | Tornado Dmitrov               |
| F        | Jekaterina Smolentseva | 176   | 65   | 15 september 1981 | Pervouralsk     | Tornado Dmitrov               |
| F        | Olga Sosina            | 160   | 66   | 27 juli 1992      | Almetievsk      | SKIF Nizjnij Novgorod         |
| F        | Tatiana Sotnikova      | 166   | 59   | 20 januari 1981   | Moskva          | SKIF Nizjnij Novgorod         |
| F        | Svetlana Terenteva     | 163   | 69   | 25 september 1983 | Pervouralsk     | SKIF Nizjnij Novgorod         |
| F        | Aleksandra Vafina      | 168   | 57   | 28 juli 1990      | Almaty          | Fakel Tjelyabinsk             |

G - Målvakt; D - Back; F - Forward

## Schweiz
| Position | Namn                 | Längd | Vikt | Födelsedag        | Födelseort  | Klubblag (2009–10)   |
| -------- | -------------------- | ----- | ---- | ----------------- | ----------- | -------------------- |
| G        | Sophie Anthamatten   | 172   | 74   | 26 juli 1991      | Visp        | EHC Saastal          |
| G        | Florence Schelling   | 174   | 68   | 9 mars 1989       | Zürich      | Northeastern Huskies |
| G        | Dominique Slongo     | 160   | 53   | 13 oktober 1988   | Bern        | EHC Brandis          |
| D        | Laura Benz           | 170   | 57   | 25 augusti 1992   | Zürich      | EHC Winterthur       |
| D        | Angela Frautschi     | 169   | 73   | 5 juni 1987       | Interlaken  | ZSC Lions            |
| D        | Julia Marty          | 170   | 72   | 16 april 1988     | Nussbaumen  | Northeatern Huskies  |
| D        | Lucrèce Nussbaum     | 173   | 67   | 7 oktober 1986    | Scherzingen | St. Thomas Tommies   |
| D        | Claudia Riechsteiner | 168   | 65   | 3 januari 1986    | Sursee      | SC Reinach           |
| D        | Sandra Thalmann      | 162   | 66   | 18 december 1992  | Basel       | EHC Basel            |
| D        | Stefanie Wyss        | 164   | 62   | 19 oktober 1985   | Bern        | EV Bomo Thun         |
| F        | Sara Benz            | 163   | 54   | 25 augusti 1992   | Zürich      | EHC Winterthur       |
| F        | Nicole Bullo         | 160   | 54   | 18 juli 1987      | Bellinzona  | HC Lugano            |
| F        | Melanie Häfliger     | 160   | 52   | 29 september 1982 | Schenkon    | SC Reinach           |
| F        | Kathrin Lehmann      | 172   | 70   | 27 februari 1980  | Zürich      | AIK                  |
| F        | Darcia Leimgruber    | 162   | 62   | 19 maj 1989       | Basel       | Maine Black Bears    |
| F        | Stefanie Marty       | 168   | 70   | 16 april 1988     | Nussbaumen  | Syracuse Orange      |
| F        | Christine Meier      | 169   | 68   | 24 maj 1986       | Bülach      | ZSC Lions            |
| F        | Rahel Michielin      | 165   | 52   | 11 oktober 1990   | Frauenfeld  | ZSC Lions            |
| F        | Katrin Nabholz       | 167   | 57   | 3 april 1986      | Basel       | ZSC Lions            |
| F        | Anja Stiefel         | 160   | 56   | 9 augusti 1990    | Frauenfeld  | SC Reinach           |
| F        | Sabrina Zollinger    | 162   | 65   | 27 mars 1993      | Zürich      | EHC Winterthur       |

G - Målvakt; D - Back; F - Forward

## Slovakien
| Position | Namn               | Längd | Vikt | Födelsedag       | Födelseort        | Klubblag (2009–10)    |
| -------- | ------------------ | ----- | ---- | ---------------- | ----------------- | --------------------- |
| G        | Jana Budajová      | 166   | 53   | 16 november 1992 | Liptovský Mikuláš | HK Poprad             |
| G        | Monika Kvaková     | 164   | 58   | 15 december 1988 | Žiar nad Hronom   | HC Slovan Bratislava  |
| G        | Zuzana Tomčiková   | 179   | 72   | 23 april 1988    | Zvolen            | Bemidji State Beavers |
| D        | Petra Babiaková    | 175   | 70   | 27 juli 1977     | Zvolen            | HC Slovan Bratislava  |
| D        | Barbora Brémová    | 168   | 60   | 24 augusti 1991  | Košice            | HC Slovan Bratislava  |
| D        | Iveta Karafiátová  | 178   | 75   | 14 maj 1988      | Bratislava        | Linköpings HC         |
| D        | Michaela Matejová  | 169   | 57   | 2 mars 1986      | Martin            | SC Reinach            |
| D        | Petra Országhová   | 168   | 58   | 7 april 1981     | Banská Bystrica   | HC Slovan Bratislava  |
| D        | Edita Raková       | 171   | 62   | 18 maj 1978      | Hummené           | HC Slovan Bratislava  |
| F        | Natalie Babonyová  | 175   | 70   | 22 oktober 1983  | Oshawa, Kanada    | Toronto Crush         |
| F        | Nikoleta Celárová  | 168   | 60   | 27 februari 1983 | Kežmarok          | HC Slovan Bratislava  |
| F        | Janka Čulíková     | 178   | 75   | 30 juni 1983     | Martin            | HK Spišska Nová Ves   |
| F        | Nicol Čupková      | 169   | 57   | 4 november 1992  | Košice            | HC Slovan Bratislava  |
| F        | Anna Džurnáková    | 168   | 58   | 24 januari 1983  | Kežmarok          | HC Slovan Bratislava  |
| F        | Nikola Gápová      | 171   | 62   | 19 juni 1989     | Poprad            | HC Slovan Bratislava  |
| F        | Maria Herichová    | 175   | 70   | 12 juni 1990     | Poprad            | HC Slovan Bratislava  |
| F        | Petra Jurčová      | 168   | 60   | 22 juni 1987     | Košice            | HC Slovan Bratislava  |
| F        | Jana Kapustová     | 178   | 75   | 11 augusti 1983  | Žilina            | Tornado Moskva        |
| F        | Zuzana Moravčiková | 169   | 57   | 23 oktober 1980  | Ružomberok        | HC Slovan Bratislava  |
| F        | Petra Pravlíková   | 168   | 58   | 4 juni 1985      | Levoča            | Tornado Moskva        |
| F        | Martina Veličková  | 171   | 62   | 17 februari 1989 | Prešov            | HC Slovan Bratislava  |

G - Målvakt; D - Back; F - Forward

## Sverige
| Position | Namn                   | Längd | Vikt | Födelsedag        | Födelseort   | Klubblag (2009–10)             |
| -------- | ---------------------- | ----- | ---- | ----------------- | ------------ | ------------------------------ |
| G        | Sara Grahn             | 170   | 72   | 25 september 1988 | Örebro       | Linköpings HC                  |
| G        | Kim Martin             | 166   | 66   | 28 februari 1986  | Stockholm    | University of Minnesota-Duluth |
| G        | Valentina Lizana       | 170   | 68   | 30 mars 1990      | Trångsund    | AIK                            |
| D        | Frida Nevalainen       | 165   | 64   | 27 januari 1987   | Umeå         | Modo Hockey                    |
| D        | Jenni Asserholt        | 172   | 73   | 8 april 1988      | Örebro       | Linköpings HC                  |
| D        | Emilia Andersson       | 175   | 73   | 31 augusti 1988   | Stockholm    | Segeltorps IF                  |
| D        | Emma Eliasson          | 166   | 70   | 12 juni 1989      | Kiruna       | Brynäs IF                      |
| D        | Gunilla Andersson      | 169   | 69   | 26 april 1975     | Skutskär     | Segeltorps IF                  |
| D        | Emma Nordin            | 168   | 69   | 22 mars 1991      | Örnsköldsvik | Modo Hockey                    |
| F        | Elin Holmlöv           | 173   | 73   | 8 maj 1987        | Knivsta      | Segeltorps IF                  |
| F        | Maria Rooth            | 176   | 72   | 2 november 1979   | Ängelholm    | AIK                            |
| F        | Erika Holst            | 179   | 82   | 8 april 1979      | Varberg      | Segeltorps IF                  |
| F        | Tina Enström           | 166   | 64   | 23 mars 1991      | Örnsköldsvik | Modo Hockey                    |
| F        | Cecilia Östberg        | 166   | 64   | 15 januari 1991   | Leksand      | Leksands IF                    |
| F        | Isabelle Jordansson    | 170   | 70   | 8 mars 1991       | Danderyd     | AIK                            |
| F        | Erica Udén-Johansson   | 170   | 69   | 20 juli 1989      | Sundsvall    | Segeltorps IF                  |
| F        | Katarina Timglas       | 168   | 63   | 24 november 1985  | Malmö        | AIK                            |
| F        | Pernilla Winberg       | 165   | 63   | 24 februari 1989  | Limhamn      | Segeltorps IF                  |
| F        | Klara Myrén            | 172   | 69   | 25 maj 1991       | Borlänge     | Leksands IF                    |
| F        | Frida Svedin-Thunström | 172   | 75   | 4 november 1989   | Sundsvall    | Modo Hockey                    |
| F        | Danijela Rundqvist     | 178   | 75   | 26 september 1984 | Stockholm    | AIK                            |

G - Målvakt; D - Back; F - Forward

## USA
| Position | Namn                   | Längd | Vikt | Födelsedag       | Födelseort               | Klubblag (2009–10)          |
| -------- | ---------------------- | ----- | ---- | ---------------- | ------------------------ | --------------------------- |
| G        | Brianne McLaughlin     | 174   | 59   | 20 juni 1987     | Elyria, Ohio             | Robert Morris Colonials     |
| G        | Molly Schaus           | 174   | 67   | 29 juli 1988     | Natick                   | Boston Eagles               |
| G        | Jessie Vetter          | 174   | 77   | 19 december 1985 | Cottage Grove, Wisconsin | Wisconsin Badgers           |
| D        | Kacey Bellamy          | 174   | 65   | 22 april 1987    | Westfield, Massachusetts | New Hampshire Wildcats      |
| D        | Caitlin Cahow          | 163   | 71   | 20 maj 1985      | New Haven                | Harvard Crimson             |
| D        | Lisa Chesson           | 169   | 69   | 18 augusti 1986  | Plainfield, Illinois     | Ohio State Buckeyes         |
| D        | Molly Engstrom         | 175   | 81   | 1 mars 1983      | Siren, Wisconsin         | Wisconsin Badgers           |
| D        | Angela Ruggiero        | 175   | 87   | 3 januari 1980   | Los Angeles              | Harvard Crimson             |
| D        | Kerry Weiland          | 163   | 64   | 18 oktober 1980  | Palmer, Alaska           | Wisconsin Badgers           |
| F        | Julie Chu              | 174   | 67   | 13 mars 1982     | Bridgeport, Connecticut  | Harvard Crimson             |
| F        | Natalie Darwitz        | 160   | 62   | 13 oktober 1983  | Eagan, Minnesota         | Minnesota Golden Gophers    |
| F        | Meghan Duggan          | 175   | 74   | 3 september 1987 | Danvers                  | Wisconsin Badgers           |
| F        | Hilary Knight          | 178   | 78   | 12 juli 1989     | Hanover, New Hampshire   | Wisconsin Badgers           |
| F        | Jocelyne Lamoureux     | 168   | 70   | 3 juli 1989      | Grand Forks              | North Dakota Fighting Sioux |
| F        | Monique Lamoureux      | 168   | 71   | 3 juli 1989      | Grand Forks              | North Dakota Fighting Sioux |
| F        | Erika Lawler           | 152   | 59   | 5 februari 1987  | Fitchburg, Massachusetts | Wisconsin Badgers           |
| F        | Gisele Marvin          | 174   | 75   | 7 mars 1987      | Warroad, Minnesota       | Minnesota Golden Gophers    |
| F        | Jenny Potter           | 163   | 66   | 12 januari 1979  | Edina, Minnesota         | Minnesota Golden Gophers    |
| F        | Kelli Stack            | 165   | 59   | 13 januari 1988  | Brooklyn Heights, Ohio   | Boston Eagles               |
| F        | Karen Thatcher         | 174   | 74   | 29 februari 1984 | Blaine, Washington       | Provindence Friars          |
| F        | Jinelle Zaugg-Siergiej | 183   | 82   | 27 mars 1986     | Eagle River, Wisconsin   | Wisconsin Badgers           |

G - Målvakt; D - Back; F - Forward